# Paszowice
Pour la gmina, voir Paszowice (gmina).
Paszowice est une localité polonaise et siège de la gmina de Paszowice, située dans le powiat de Jawor en voïvodie de Basse-Silésie.